# Фосфорна киселина
Фосфорната киселина е неорганична минерална киселина, чиято химична формула е H3PO4. Точното ѝ наименование е ортофосфорна киселина, но обикновено се употребява само фосфорна киселина. Солите ѝ се наричат фосфати. Плътността на чистата киселина е 1,87 g/cm3, а на 50% воден разтвор – около 1,33 g/cm3, молекулната маса е 98. Температурата на топене е 42 °C, а температурата на кипене – 213 °C

## Химични свойства

### Електролитна дисоциация
Фосфорната киселина е триосновна и се дисоциира на три етапа:
H3PO4 + H2O ⇌ H3O+ + Н2РО4- Ka1=7.25×10−3
дихидрогенфосфатен анион, със съединения дихидрогенфосфати;
Н2РО4- + H2O ⇌ H3O+ + НРО42- Ka2=6.31×10−8
хидрогенфосфатен анион, респективно, хидрогенфосфати;
НРО42- + H2O ⇌ H3O+ + РО43- Ka3=4.80×10−13
фосфатен анион и съединения, наречени фосфати.

### Премахване на ръжда
Преобразува ръждата (железен оксид, хидроксид и карбонат) в твърд и устойчив на корозия железен фосфат:
PO43- + Fe3+ → FePO4

## Употреба
Около 90% от годишното производство на фосфорна киселина се употребява в торовата промишленост. Използва се за приготвяне на буферни разтвори, а в хранителната промишленост се употребява за намаляване на рН (регулатор на киселинността, E338). Фосфорната киселина е съставка на кока-колата. Използва се още и при определянето на съдържанието на манган в стомани по персулфатно-сребърния метод, при фосфатиране и байцване на метални изделия и др.